# Tinyahuarco (distrito)
Tinyahuarco é um distrito do Peru, departamento de Pasco, localizada na província de Oxapampa.

## Transporte
O distrito de Tinyahuarco  é servido pela seguinte rodovia:
- PE-20A, que liga o distrito à cidade de San Martín de Porres (Província de Lima)
- PE-3N, que liga o distrito de La Oroya (Região de Junín) à Puerto Vado Grande (Fronteira Equador-Peru) no distrito de Ayabaca (Região de Piura)
- PA-101, que liga o distrito à cidade de Chaupimarca[2][3][4]